# Державна філармонія Республіки Адигея
Державна філармонія Республіки Адигея розташована у місті Майкоп по вулиці Піонерська, 30.

## Історія створення і перейменувань
- 1962 рік — у м. Майкоп створена Адигейський філія Краснодарської крайової філармонії.
- 1964 рік — на базі Адигейської філії створено Адигейське обласне концертно-естрадне бюро.
- 1971 рік — на базі Концертно-естрадного бюро рішенням Крайвиконкому організований Адигейський ансамбль танцю.
- 1972 рік — перейменовано в Адигейську обласну філармонію.
- 1992 рік — перейменовано в Адигейську республіканську філармонію
- 1995 рік — перейменована в Концертне об'єднання при Міністерстві культури Республіки Адигея
- 1999 рік — перейменовано в Державну філармонію Республіки Адигея
- 2001 рік — Палац мистецтв Республіки Адигея реорганізовано шляхом приєднання його до ДУ «Державної філармонії Республіки Адигея».

## Структура
Державна філармонія Республіки Адигея, включає в себе :
- Симфонічний оркестр Державної філармонії Республіки Адигея
- Державний оркестр російських народних інструментів «Російська завзятість»
- Камерний музичний салон
- Ансамбль російських народних інструментів «Відрада»
- Театр ляльок «Золотий глечик»
- Естрадний ансамбль «Оштен»
- звукозаписна студія
- музей історії філармонії

Саме у складі філармонії починався творчий шлях нижченаведених колективів (нині самостійних і відомих):
- Державний академічний ансамбль народного танцю Адигеї «Нальмэс<a href="./Державний ансамбль народної пісні Адигеї «Исламей»" rel="mw:WikiLink" data-linkid="17" data-cx="{&amp;quot;adapted&amp;quot;:false,&amp;quot;sourceTitle&amp;quot;:{&amp;quot;title&amp;quot;:&amp;quot;Государственный ансамбль народной песни Адыгеи «Исламей»&amp;quot;,&amp;quot;pagelanguage&amp;quot;:&amp;quot;ru&amp;quot;},&amp;quot;targetFrom&amp;quot;:&amp;quot;mt&amp;quot;}" class="new cx-link" id="mwLA" title="Державний ансамбль народної пісні Адигеї «Исламей»">»</a>
- Державний ансамбль народної пісні Адигеї «Исламей»

Становленню та розвитку філармонії сприяли :
- Чеслав Анзароков — заслужений артист Російської Федерації
- Керім Тлецерук — заслужений артист Російської Федерації

## Творчі досягнення
Адигейська філармонія дала старт творчого шляху багатьом знаменитостям музичної культури Росії, як наприклад :
- Володимир Любавський — піаніст, концертмейстер.
- фортепіанний дует Марини та Ірини Ніколаєвих
- тріо баяністів (Полун Андрій, Полун Борис, Калашніков Євген) — лауреатів міжнародного конкурсу (Гран-Прі у Франції)
- Сергій Бєліков — знаменитий співак* квартет імені Д. Шостаковича
- камерний оркестр під керівництвом А. Каца
- віолончеліст Володимир Хоршев (учень Мстислава Ростроповича)
- Самогова Гошнау Аюбівна — перша народна артистка Росії з адигів
- Роза Шеожева, заслужена артистка РРФСР, народна артистка Республіки Адигея